# 事後確率
事後確率（じごかくりつ、英: posterior probability）は、条件付き確率の一種。アポステリオリ確率ともいう。
ある証拠（データあるいは情報）を考慮に入れた条件で、ある変数について知られている度合を確率として表現する主観確率の一種である。
対になる用語が事前確率で、これは証拠となるデータがない条件下での不確かな量の条件付確率である。ベイズの定理により、事前確率に尤度関数の出力値を掛けると事後確率が得られる。
なお本項では「変数」という用語を、観測できる確率変数のほかに、観測できない（隠れた）変数、母数あるいは仮説も含めて用いている。たとえば、「土星の質量」を変数xとして、観測結果に基づいた事後確率「xが定数αからβの間にある確率」を求めることができる（主観確率を認めない頻度主義ではこのような言い方は意味がない）。

## 簡単な例

### サイコロを使う例
Aがサイコロを2回振って出た目を記録する。サイコロの出る目は完全にランダムである。その記録結果を知らないBに、どちらかで2の目が出た確率を質問すると、Bは11/36と回答する。この11/36が事前確率である。
次にAは「出た目の和は6である」という新たな情報をBに与える。そうすると、2の目が出た確率は2/5となる。この2/5が事後確率である。「事後」とは、出た目の和が6であるという情報を知った後、という意味である。

### モンティ・ホール問題
詳しくはモンティ・ホール問題を参照。
3つのカーテンの中に1つの「アタリ」と2つの「ハズレ」が隠されている。まず何も情報がない場合に、3つのうちどれでも1つがアタリとなる確率は（位置に関して完全にランダムとすれば）1/3となる。これが事前確率である。
さて、回答者が3つの中からある1つを選んだあとに、司会者が回答者の選択しなかったハズレのうちの1つ（これがハズレだよという新たな情報）を示す。そうすると最初に選んだ1つがアタリの確率は1/3、残りの1つがアタリの確率は2/3となる 。この1/3および2/3というのが事後確率である。（これは直感的に考えると間違えやすい）

## 事前確率と事後確率
事前確率と事後確率の関係は相対的なもので、事後確率を事前確率としてさらなる情報を付け足し、新しい事後確率を求めることができる。
事後確率の確率分布が事後確率分布（英: posterior probability distribution）で、事後分布（英: posterior）と略す。これは事前確率分布に尤度関数をかけ、これを正規化（合計値または積分値を1にする）して得られる。事前確率と事後確率は、古典的な頻度主義統計学では用いられない、ベイズ統計学の用語である。
たとえば
{\displaystyle f_{X\mid Y=y}(x)={f_{X}(x)L_{X\mid Y=y}(x) \over {\int _{-\infty }^{\infty }f_{X}(x)L_{X\mid Y=y}(x)\,dx}}}
によって、データ Y=y が与えられた場合の変数 X に対する事後確率の分布密度関数が得られる。ただしここで
- {\displaystyle f_{X}(x)} は X の事前確率分布
- {\displaystyle L_{X\mid Y=y}(x)=f_{Y\mid X=x}(y)} は x の関数としての尤度関数（データ Y=y が与えられた場合に、 X の値が x であると考えるもっともらしさを表す）
- {\displaystyle \int _{-\infty }^{\infty }f_{X}(x)L_{X\mid Y=y}(x)\,dx} は正規化（積分値を 1 にするための）係数
- {\displaystyle f_{X\mid Y=y}(x)} は X の事後確率分布

である。このように、事前確率に証拠となる情報を加味してより確からしい事後確率を求めることをベイズ改訂（またはベイズ更新）といい、この方法を用いる推定をベイズ推定という。